# Markus Sittikus von Hohenems (salcburský arcibiskup)
Markus Sittikus hrabě z Hohenemsu (též Marcus Sitticus IV. de/von Hohenems, 24. června 1574, Hohenems – 9. října 1619, Salcburk) byl rakouský šlechtic a římskokatolický duchovní, který byl v letech 1612–1619 salcburským knížetem-arcibiskupem a kardinálem.

## Život
Hrabě Markus Sittikus z Hohenemsu pocházel ze šlechtického rodu pánů z Emsu. Narodil se jako čtvrté z pěti dětí Jakuba Hanibala I. hraběte z Hohenemsu (1530–1587) a jeho manželky Hortensie z Borromea (1551–1578), kteří byli oddáni roku 1565 v Římě. Jeho starší bratr Kašpar získal výhodu dědice panství. 
Markus byl již od dětství předurčen pro duchovní dráhu. Jako třináctiletý od svého strýce, kardinála Marka Sittika Altemse obdržel kanonikát při biskupství v Kostnici, dále v roce 1589 kanonikát v Salcburku a roku 1605 kanonikát v Augsburgu, poslední dva po intervenci svého bratrance Volfa Dětřicha z Raitenau, po němž byl také zvolen salcburským knížetem-arcibiskupem a kardinálem. S rodovým erbem užíval heslo "Numen vel dissita iungit." (česky: Božská síla spojuje rozdělené.)

## Sídla

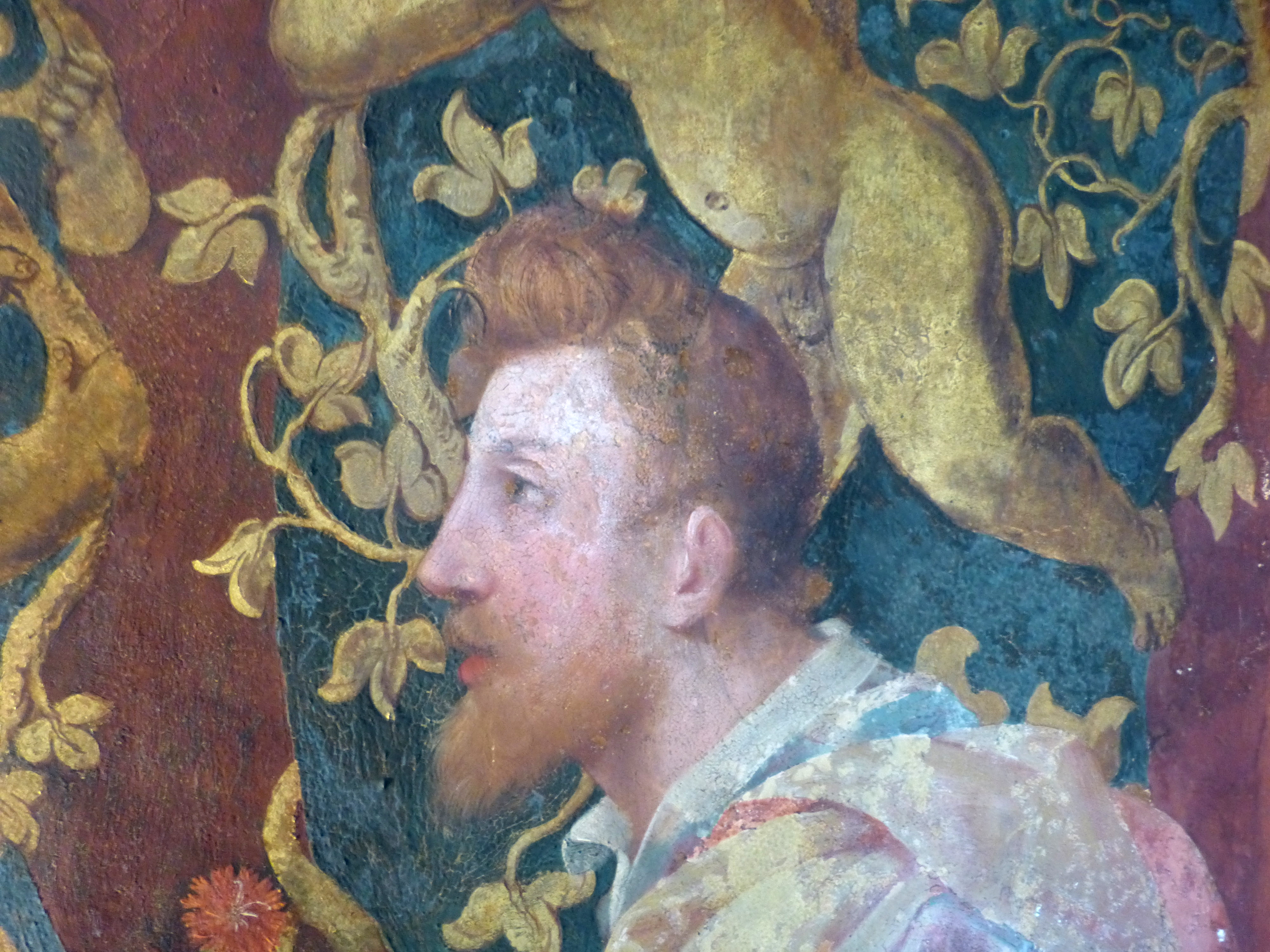
Portrét Marka Sittika na fresce v hudebním sále zámku Hellbrunn, Donato Arsenio Mascagni, po roce 1610

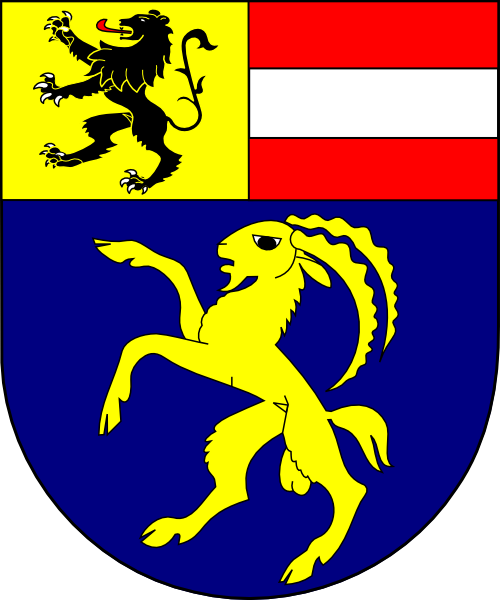
Znak Marca Sittica jako salcburského arcibiskupa

Kromě arcibiskupského paláce a zámku Mirabell si dal v letech 1610-1615 postavit v jižním okolí Salcburku soukromou rezidenci zámek Hellbrunn se zahradami, v níž se věnoval svým renesančním zálibám v přírodních vědách, hudbě, sběratelství výtvarného umění a kuriozit i vodním atrakcím v parku.

## Portréty
Poprvé byl vyobrazen na malbě od nizozemského malíře Anthoniho Beyse z roku 1577, a to jako dvouletý chlapec na skupinovém portrétu s rodiči a sourozenci. Obraz je nyní v majetku Městského muzea a galerie ve východočeské Poličce. Druhý oficiální portrét pochází z galerie salcburských arcibiskupů v Salcburku. Na třetím se dal namalovat s vedutou svého zámku Hellbrunn a na čtvrtém jako hudebník a patron hudby v hudebním sále zámku Hellbrunn.